# Comuna Bozieni, Neamț
Bozieni este o comună în județul Neamț, Moldova, România, formată din satele Băneasa, Bozieni (reședința), Crăiești, Cuci și Iucșa.

## Așezare
Comuna se află în extremitatea sud-vestică a județului, la limita cu județul Vaslui. Este străbătută de șoseaua națională DN15D, care leagă Romanul de Vaslui. La Crăiești, din acest drum se ramifică șoseaua județeană DJ159D, care se termină tot pe teritoriul comunei, la Cuci, în șoseaua județeană DJ159, care leagă comuna spre est în județul Vaslui de Băcești (unde se termină în același DN15D) și spre vest de Oniceni, Valea Ursului, apoi în județul Bacău de Dămienești, Filipești (unde se intersectează cu DN2), apoi din nou în județul Neamț de Bahna și înapoi în județul Bacău de Racova (unde se termină în DN15).

## Demografie
Componența etnică a comunei Bozieni
     Români (92,81%)
     Alte etnii (0,28%)
     Necunoscută (6,91%)
Componența confesională a comunei Bozieni
     Ortodocși (91,64%)
     Alte religii (1,25%)
     Necunoscută (7,11%)
Conform recensământului efectuat în 2021, populația comunei Bozieni se ridică la 2.489 de locuitori, în scădere față de recensământul anterior din 2011, când fuseseră înregistrați 2.716 locuitori. Majoritatea locuitorilor sunt români (92,81%), iar pentru 6,91% nu se cunoaște apartenența etnică. Din punct de vedere confesional, majoritatea locuitorilor sunt ortodocși (91,64%), iar pentru 7,11% nu se cunoaște apartenența confesională.

## Politică și administrație
Comuna Bozieni este administrată de un primar și un consiliu local compus din 11 consilieri. Primarul, Octavian-Dănuț Arghiropol[*], de la Partidul Național Liberal, este în funcție din octombrie 2020. Începând cu alegerile locale din 2024, consiliul local are următoarea componență pe partide politice:
|  | Partid                    | Consilieri | Componența Consiliului | Componența Consiliului | Componența Consiliului | Componența Consiliului | Componența Consiliului | Componența Consiliului | Componența Consiliului | Componența Consiliului | Componența Consiliului |
|  | ------------------------- | ---------- | ---------------------- | ---------------------- | ---------------------- | ---------------------- | ---------------------- | ---------------------- | ---------------------- | ---------------------- | ---------------------- |
|  | Partidul Național Liberal | 9          |                        |                        |                        |                        |                        |                        |                        |                        |                        |
|  | Partidul Social Democrat  | 2          |                        |                        |                        |                        |                        |                        |                        |                        |                        |

## Istorie
La sfârșitul secolului al XIX-lea, comuna făcea parte din plasa Fundul a județului Roman și era formată din satele Bozieni, Buda, Crăiești, Cuci-Iucșa (Bozieni-Răzeși) și Vada, având în total 1600 de locuitori ce trăiau în 372 de case; în comună existau trei biserici. Anuarul Socec din 1925 o consemnează în aceeași plasă, având 2612 locuitori în satele Bozieni, Crăiești, Cuci-Iucșa, Săcăleni și Vadu.
În 1950, comuna a fost inclusă în raionul Roman din regiunea Bacău (între 1952 și 1956, din regiunea Iași). În 1968, ea a trecut la județul Neamț, satul Vadu fiind atunci desființat și inclus în satul Iucșa.

## Monumente istorice
Trei obiective din comuna Bozieni sunt incluse în lista monumentelor istorice din județul Neamț ca monumente de interes local. Două dintre ele sunt situri arheologice: situl de „la Cenușărie” (satul Bozieni), ce conține urmele unor așezări din secolele al II-lea–al III-lea e.n. și din secolele al XV-lea–al XVII-lea; și așezarea din secolele al XV-lea–al XVII-lea de „la Cuptoare” (în același sat). Al treilea, clasificat ca monument de arhitectură, este biserica de lemn „Cuvioasa Paraschiva” de pe strada Eternității din satul Crăiești.